# Алтин Дала (резерват)
Державний природний резерват «Алтин Дала» (каз. «Алтын Дала» мемлекеттік табиғи резерваты) — природна територія, що особливо охороняється зі статусом юридичної особи, розташована в Костанайській області Казахстану і покликана сприяти збереженню об'єктів державного природно-заповідного фонду, в тому числі охороні місць проживання, відтворення та шляхів міграції. Резерват розташований в Амангельдинському та Джангельдинському районах Костанайської області. До нього було включено територію Сарикопінського заказника.
Резерват складається з трьох кластерних ділянок:
1. Сарикопінський — 52 115 га (система озер Сарикопа),
2. Тосинкумський — 95 981 га (піски Тосинкум та ділянка лівобережжя річки Тургай),
3. Ули-Жиланшицький — 341 670 га (спустеленні степи та ділянка річки Ули-Жиланшик)[3].

Степи та напівпустелі у межах державного природного резервату становлять близько 400 000 га.

## Світова спадщина
Сарикопінський заказник був однією з ділянок серійної номінації «Степу та озера Північного Казахстану» і претендував на включення до списку Світової спадщини ЮНЕСКО, але згодом був виключений з неї у зв'язку з вимогою Комітету Світової спадщини підвищити природоохоронний статус заказника. Тим не менш, у 2008 році у своєму рішенні про визнання Сариарки задовольняє природним критеріям ix і x Комітет закликав Казахстан розглянути можливість розширення даного серійного об'єкта та включити до нього територію Сарикопінського заказника з більш високим статусом поряд із додатковими ділянками Коргалжинського заповідника.

## Реінтродукція кулана
У 2017 році розпочалася робота з реінтродукції куланів у Центральному Казахстані з метою створення нового угруповання виду та відновлення повноти степових екосистем. Робота здійснюється Казахстанською асоціацією збереження біорізноманіття (АЗБК) спільно з Норвезьким інститутом дослідження природи (Норвегія) та структурами Комітету лісового господарства та тваринного світу МСГ РК, за підтримки міжнародних партнерів — Франкфуртського зоологічного товариства (FZO, Німеччина), зоопарку Нюрнберга, (Німеччина), Королівського товариства захисту птахів (Велика Британія).
Восени 2017 року до центру реінтродукції АЗБК на території резервату «Алтин Дала» було перевезено 10 куланів (1 самець, 4 самки та 5 сьогорічків) із національного парку «Алтин-Емель». Один із сьогорічків був приспаний у зв'язку з його поганим станом. Інші тварини були поміщені в акліматизаційний загін. На самок були надіті супутникові нашийники для спостереження за їхнім переміщенням. 4 квітня 2018 року 9 куланів було випущено на волю. Дві самки згодом були вбиті браконьєрами.
Упродовж 2018—2019 років планувалося додатково перевезти понад 30 тварин, але у 2018 році спроби впіймати куланів в Алтин-Емелі виявилися невдалими.
11 жовтня 2019 року до центру реінтродукції з Барсакельмеського заповідника було доставлено три кулани. Дорослого самця приспали через серйозну травму язика, отриманої під час перевезення. Тварини, що залишилися, доросла самка і молодий самець, були випущені в загін. У них у червні 2021 року народилося лоша.